# Satilatlas arenarius
Satilatlas arenarius là một loài nhện trong họ Linyphiidae.
Loài này thuộc chi Satilatlas. Satilatlas arenarius được James Henry Emerton miêu tả năm 1911.